# Jan Buijs
Jan Buijs, né en 1889 à Surakarta et mort en 1961 à La Haye, est un architecte néerlandais.

## Biographie

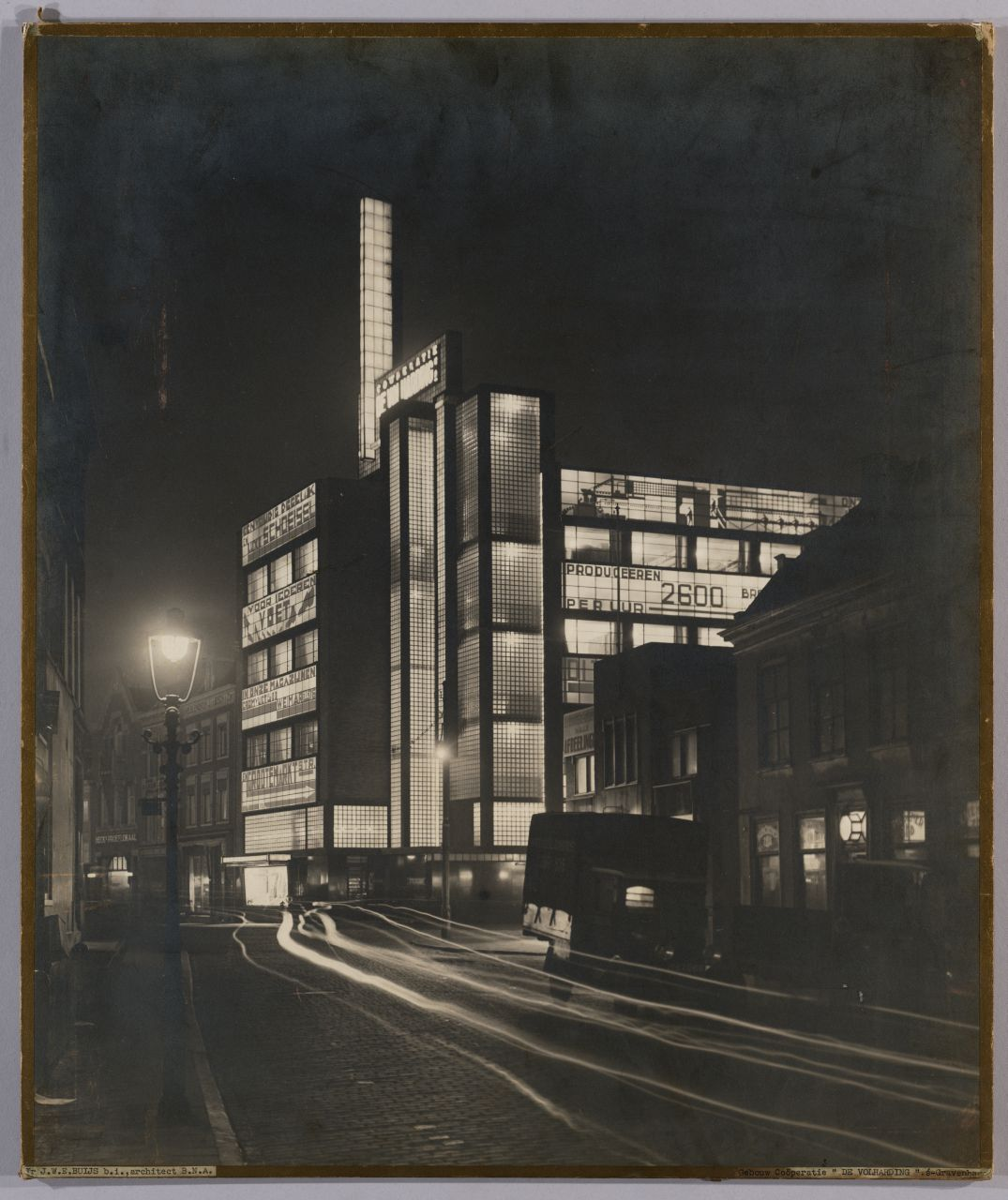
Bâtiment De Volharding (Jan Buijs, 1927-28)

Jan Buijs naît en 1889 à Surakarta.
Après des études d'architecture à l'université technique de Delft (1919), il entre au service des travaux publics de Haarlem, où il reste jusqu'en 1924. Il y rencontre l'architecte Joan B. Lürsen (né en 1894), avec qui il travaille jusqu'en 1955, tantôt en partenariat, tantôt comme consultant. Son œuvre majeure est le bâtiment de la coopérative socialiste De Volharding (1927-1928), La Haye.
Il meurt en 1961 à La Haye.